# Ім Нам Гюн
Ім Нам Гюн (кор. 임남균, 4 березня 1987) — південнокорейський плавець.
Учасник Олімпійських Ігор 2008 року.
Призер Азійських ігор 2006 року.